# Gabinet Bech
El Gabinet Bech va formar el govern de Luxemburg del 16 de juliol de 1926 al 5 de novembre de 1937.
El gabinet es va formar després de la renúncia del gabinet Prüm. Es va reorganitzar l'11 d'abril de 1932 i el 27 de desembre de 1936. Joseph Bech i la seva formació es van retirar després del referèndum sobre l'anomenat Maulkuerfgesetz («llei mordassa») en el que la majoria dels votants va decidir en contra de la llei.

## Composició

### 16 de juliol de 1926 a 11 d'abril de 1932
- Joseph Bech: Primer Ministre, Cap de govern, Ministre d'Afers Exteriors, Educació i d'Agricultura
- Norbert Dumont: Ministre de Justícia i de l'Interior
- Albert Clemang: Ministre d'Obres Públiques, Comerç i Indústria
- Pierre Dupong: Ministre de Finances de Seguretat Social i Treball

### 11 d'abril de 1932 a 27 de desembre de 1936
- Joseph Bech: Primer Ministre, Cap de govern, Ministre d'Afers Exteriors, Educació i d'Agricultura
- Norbert Dumont: Justícia i de l'Interior)
- Pierre Dupong: Ministre de Finances de Seguretat Social i Treball
- Étienne Schmit: Ministre d'Obres Públiques, Comerç i Indústria

### 27 de desembre de 1936 a 5 de novembre de 1937
- Joseph Bech: Primer Ministre, Cap de govern, Ministre d'Afers Exteriors, Educació i d'Agricultura
- Pierre Dupong: Ministre de Finances de Seguretat Social i Treball
- Étienne Schmit: Ministre de Justícia i d'Obres Públiques
- Nicolas Braunshausen: Ministre de l'Interior, Comerç i Indústria